# Gatunek osłonowy
Gatunek osłonowy (celowy, parasolowy, tarczowy, ang. umbrella species) – określenie stosowane w ochronie przyrody i oznaczające gatunki, których ochrona pociąga za sobą ochronę wielu innych, współwystępujących gatunków, a także ich siedlisk. Gatunki osłonowe są zwykle dość ściśle związane z konkretnym biotopem i mogą służyć jako gatunki charakterystyczne ekosystemów wymagających ochrony.
Szczególne znaczenie jako gatunki osłonowe mają te taksony, które są zagrożone wyginięciem w wielu rejonach świata lub których ochrona wymaga zabezpieczenia dużego obszaru. Takie gatunki określa się też mianem gatunków parasolowych.
Przykładem gatunku osłonowego jest owad chruścik Crunoecia irrorata, który został umieszczony na liście gatunków chronionych jako gatunek osłonowy dla źródlisk helokrenowych.